# Lac de Bonlieu
Le lac de Bonlieu est un lac du massif du Jura, situé dans la région des lacs du Jura français, dans le département du Jura, en Bourgogne-Franche-Comté.

## Géographie

### Situation
Le lac de Bonlieu est situé sur le territoire de la commune de Bonlieu, à 791 m d'altitude. Le village de Bonlieu est situé à 2 km au nord-ouest du lac, celui de la Chaux-du-Dombief à 2,5 km au nord-nord-est et la vallée des quatre lacs à 4 km au nord.

### Géologie
Le lac de Bonlieu est situé au fond d'une gouttière synclinale, à la limite entre l'anticlinal du Pic de l'Aigle et le plateau de Champagnole. Ses rives occidentales et méridionales sont constituées de tourbières que l'on retrouve aussi en partie sur la rive orientale et au nord de l'Abbaye. La rive nord du lac est constituée de calcaires et marnes datant de l'Hauterivien (Crétacé inférieur) par lesquels passe le Hérisson. Les terrains accidentés situés à l'est et au sud du lac sont constitués d'éboulis récents provenant de l'érosion des calcaires de l'anticlinal.

## Hydrologie
D'origine glaciaire, il est alimenté par de nombreuses sources souterraines ou par de minuscules ruisseaux descendant du massif de Trémontagne qui le domine. Ce lac est également l'émissaire du Hérisson.

## Histoire
Vers 1170, Thibert de Montmorot fonda sur la rive nord du lac une Chartreuse dont l'histoire fut une succession de grandeurs et de malheurs : alors que cette communauté possédait de riches propriétés à Arbois et Montaigu, elle fut dévastée pendant la guerre de Dix Ans.
La Révolution française fermera en 1791 le monastère qui sera converti en manufacture d'armes avant d'être vendu à un particulier. Les derniers bâtiments du couvent furent incendiés par les nazis en 1944. À son emplacement fut ensuite construit un hôtel, converti aujourd'hui en logements. Le nom de la chartreuse de Bonlieu subsiste de nos jours grâce à l'ensemble vocal homonyme dirigé par le professeur Jean-Paul Montagnier.

## Écologie
Une grande variété de paysages : forêts de pente, prairies humides et tourbières. Une flore lacustre très variée (potamots, nénuphars, scirpe et roseaux) peut être observée aux deux extrémités du lac et sur la rive occidentale, inaccessible car très marécageuse.
Bien que la qualité physico-chimique de l'eau soit peu propice au développement d’une faune riche et variée, le lac est apprécié des pêcheurs qui y attrapent des brochets

## Galerie

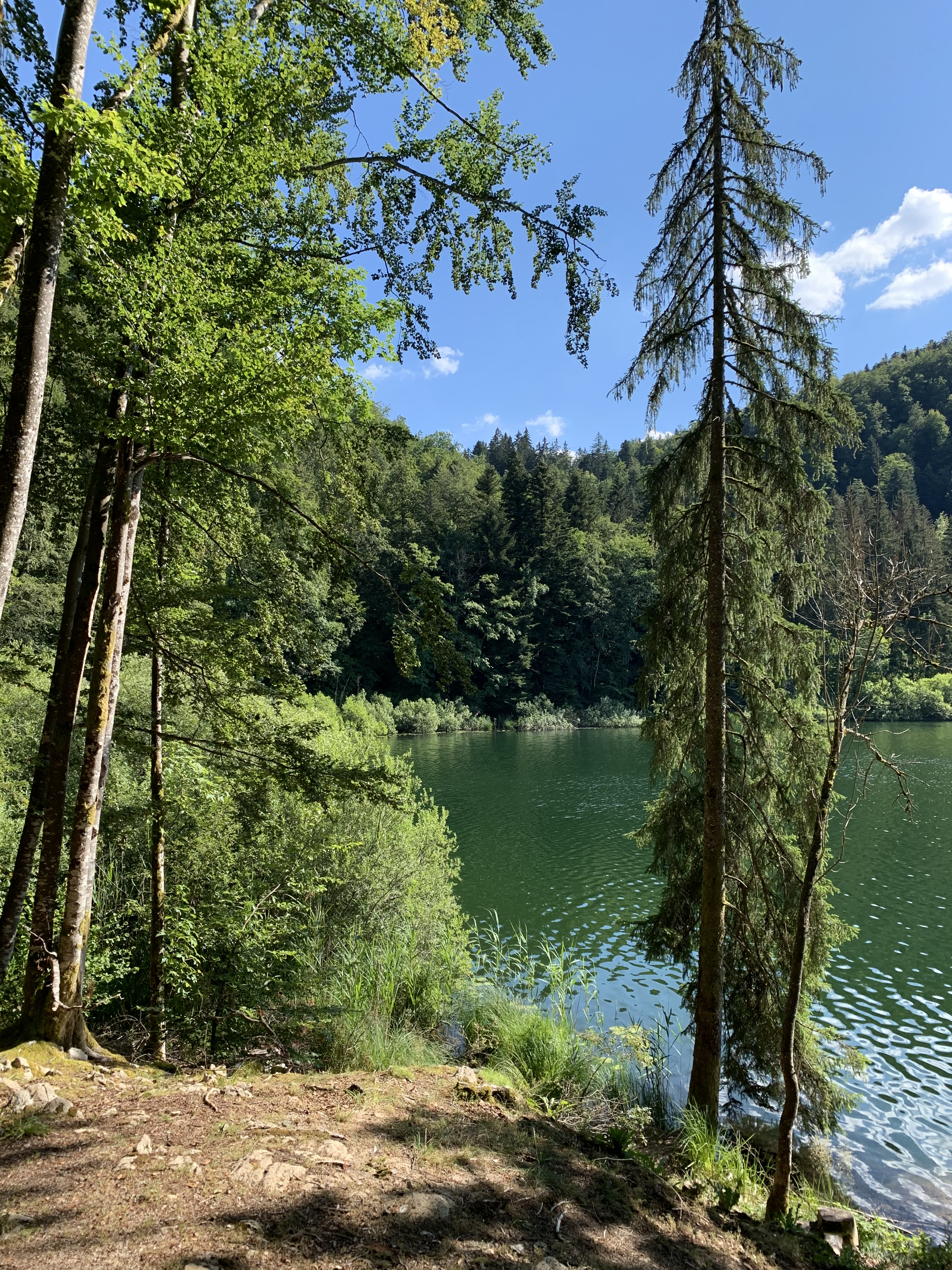
Les abords boisés du lac de Bonlieu.
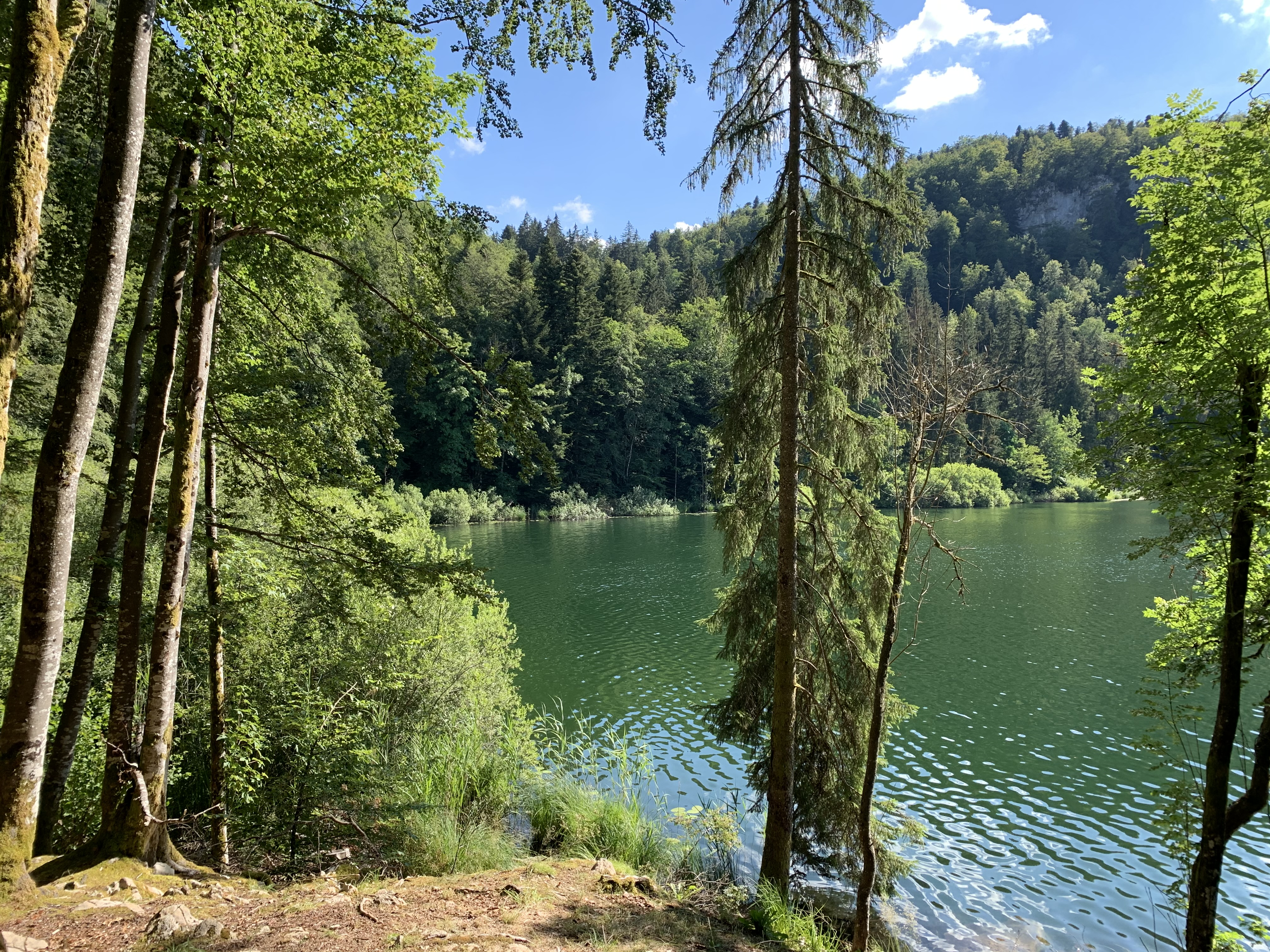
Les abords boisés du lac de Bonlieu.
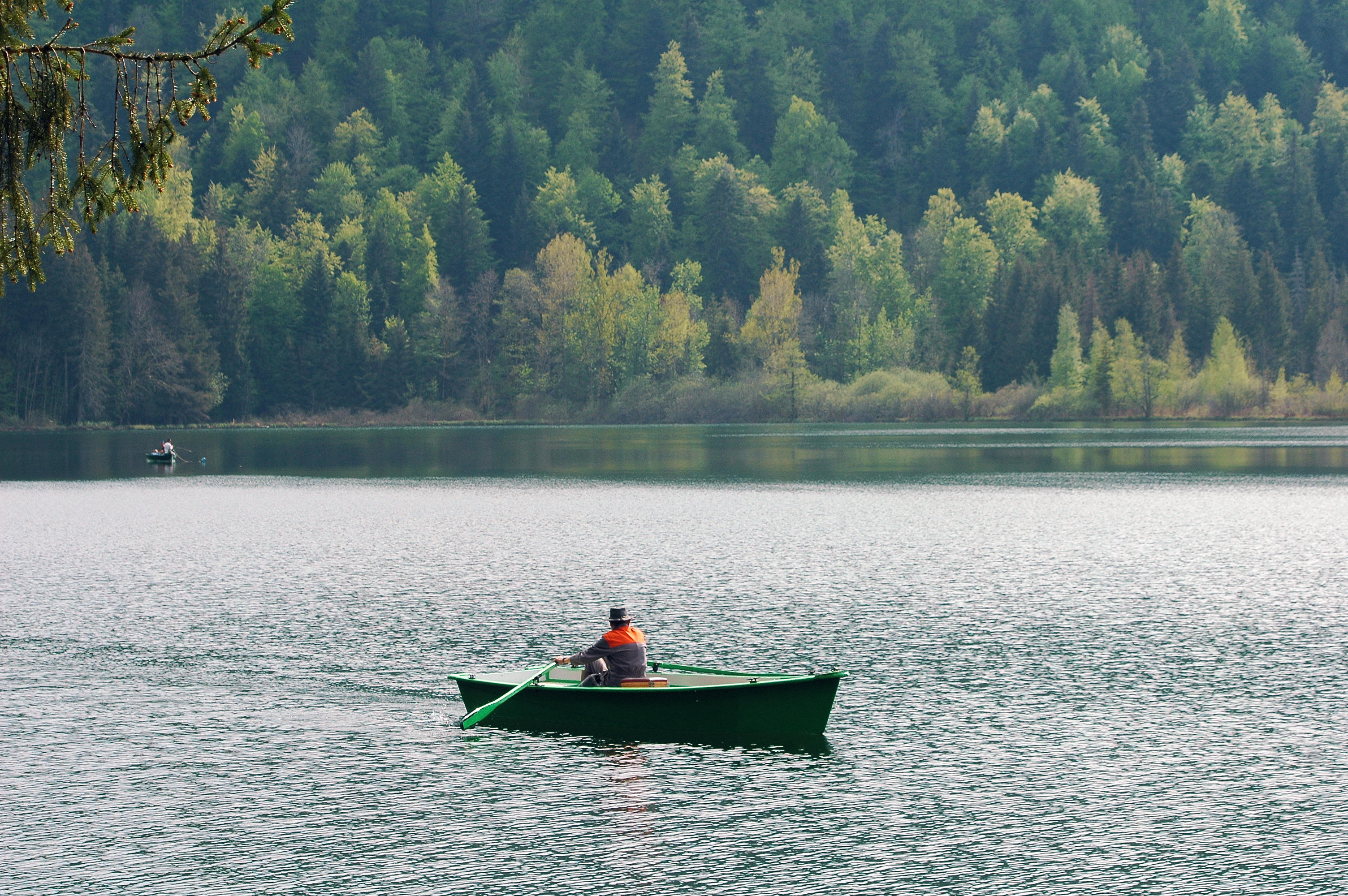
Pêcheurs sur le lac de Bonlieu.
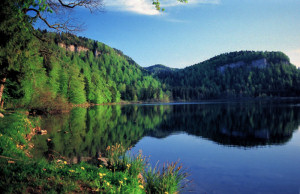
Lac de Bonlieu.